# جیمز استیسی
جیمز استیسی (انگلیسی: James Stacy؛ زادهٔ ۲۳ دسامبر ۱۹۳۶) یک هنرپیشه اهل ایالات متحده آمریکا است.
از فیلم‌های معروف او می‌توان به بازی در مجموعه لنسر و فیلم تابستان نوسانی اشاره کرد.